# 第一丁卯
第一丁卯（だいいちていぼう、だいいちていばう（旧仮名）)は日本海軍の軍艦。元は長州藩の発注した三檣スクーナー型木造汽船。
丁卯は十干十二支のひとつで、幕末では慶応3年（1867年）に当たる。この年にイギリスで建造された長州藩の軍艦が後の「第一丁卯」と「第二丁卯」となる。長州藩では建造年で命名する決まりがあったため、第一と第二を付加して区別したと思われる。

## 艦型

### 要目
右上表の要目中、主要寸法は『幕末の蒸気船物語』や『公文類纂』等による。排水量を125トンとする資料が多いが主要寸法が正しいとすると、明らかに間違いになる。船体の主要寸法も出典により差違があり、以下に主な文献の値を掲げる。
- 『日本近世造船史 明治時代』:長さ126 ft (38.40 m)、幅21 ft (6.40 m)、吃水欄空白[2]。
- 『日本海軍艦船名考』(1928):長さ126尺(38.18m)、幅21尺(6.36m)[12]。
- 『日本海軍史』第7巻:長さ39.4m、幅6.6m、吃水2.4m[5]。

## 艦歴
長州藩は1866年にグラバーと「第二丙寅丸」を15万ドルで売却して砲艦2隻（「第一丁卯」、「第二丁卯」）を計25万ドル（ここから2万ドル値引きさせたという）で建造する契約を結んだ。
建造時の仮称は「ヒンダ 」(Hinda)（または「ベンダ」）。イギリス・ロンドンで建造、
慶応4年1月（1868年1月から2月）に長州藩が購入、当初の艦名は「丁卯丸」と呼ばれた。別の文献では発注が慶応2年（1866年）で、竣工と日本回航が慶応4年（1868年）という資料もあるという。
慶応4年2月20日（1868年3月13日）に明治政府が徴発し、5月（7月）の寺泊沖海戦で旧幕府輸送艦「順動丸」を自沈に追い込む。明治2年3月8日（1869年4月19日）、「甲鉄」「陽春丸」「春日丸」「飛龍丸」「第一丁卯」「戊辰丸」「晨風丸」「豊安丸」の8隻が品川を出港、函館へ向かい、5月の箱館湾海戦に参加した。
明治3年（1870年）に政府に献納され。、5月8日（6月6日）に兵部省所管となり「第一丁卯（艦）」と改名された。5月（6月頃）、イギリスの測量船と共に南海の測量を開始した。測量は11月（12月から翌年1月）に終了し、第一丁卯は神戸に到着した。
明治4年5月（1871年6月から7月）、「日進」「東」「乾行」「第二丁卯」「龍驤」「富士山」「第一丁卯」で小艦隊を編制する。11月15日（12月26日）に六等艦と定められた。
明治5年5月18日（1872年6月23日）時点で中艦隊は「日進」「孟春」「龍驤」「第一丁卯」「第二丁卯」「雲揚」「春日」「筑波」「鳳翔」の9隻で編制されていた。5月10日（6月15日）、「第一丁卯」は西海巡幸の警護艦を命ぜられ、5月23日（6月28日）に品川を出港した。7月4日（8月7日）、鹿児島港を出港し、7月10日（8月13日）に兵庫港に入港し、同地で石炭を搭載した。11月26日（12月26日）、品川に帰着した。
1873年（明治6年）1月12日、「第一丁卯」は艦隊から除かれ、測量艦に指定された。同日に琉球海岸の測量を命じられ、2月12日に品川を出港した。また2月13日、各港に常備艦を配置することになり、「第一丁卯」は品川に指定された。7月31日、琉球海岸の測量を終えて、品川に帰港した。8月18日、測量艦任務を解かれ、8月22日に艦隊に編入された。10月28日、第一丁卯は艦隊から除かれ、修復艦に指定された。11月4日、修理中の第一丁卯は主船局の所轄となった。
1874年（明治7年）9月18日、第一丁卯は艦隊に編入された。
1875年（明治8年）6月30日時点で中艦隊は「雲揚」「日進」「春日」「龍驤」「東」「鳳翔」「第一丁卯」で編制されていた。この年、ラッコの密漁取り締まりの為に択捉島に派遣されていたところ、8月9日に濃霧のために針路を誤り、同島西岬（または同島東岸）に座礁して破壊された。乗員は「矯龍丸」により救助された。なお当時の艦長は後に日清戦争で第一遊撃隊司令官となる坪井航三だった。1877年（明治10年）12月12日、「第一丁卯」と「雲揚」（1876年破壊）についての臨時裁判が開かれている。

## 艦長
船将
- 山縣久太:明治2年3月8日時

艦長
- 杉盛道：明治3年3月（1870年4月） - 明治4年10月2日(1871年11月14日)
- 伊東祐亨大尉：明治4年11月（1871年12月から翌年1月） - 明治5年2月(1872年3月頃)
- 磯辺包義大尉：明治5年3月8日（1872年4月15日） - 明治5年10月10日(1872年11月10日)
- 浅羽幸勝大尉: 明治5年10月20日（1872年11月20日） -
- 磯辺包義大尉： - 1873年1月12日
- 中村雄飛大尉:1873年1月12日 - 1873年8月19日
- 磯辺包義大尉：1873年8月23日 - 1873年10月28日
- 中島伴九郎大尉:1873年11月9日 -
- 磯邉包義大尉: - 1873年12月28日
- 中島伴九郎大尉: - 1874年8月13日
- 坪井航三 少佐：1874年8月13日 - 1876年3月9日